# Megalognatha
Megalognatha es un género de escarabajos de la familia Chrysomelidae. El género fue descrito científicamente primero por Baly en 1878. Esta es una lista de especies pertenecientes a este género:
- Megalognatha abyssiniaca Jacoby, 1886
- Megalognatha aenea Laboissiere, 1920
- Megalognatha alutaceipennis Laboissiere, 1937
- Megalognatha angolensis Laboissiere, 1939
- Megalognatha apicalis Weise, 1904
- Megalognatha apicicornis Laboissiere, 1926
- Megalognatha babaulti Laboissiere, 1920
- Megalognatha bayeri Laboissiere, 1926
- Megalognatha bequaerti Laboissiere, 1926
- Megalognatha berneri Laboissiere, 1939
- Megalognatha bicolora Laboissiere, 1926
- Megalognatha bicostata Allard, 1889
- Megalognatha bisulcata Laboissiere, 1927
- Megalognatha bryanti Laboissiere, 1927
- Megalognatha burgeoni Laboissiere, 1940
- Megalognatha camerounensis Laboissiere, 1927
- Megalognatha carinata Laboissiere, 1921
- Megalognatha castaneipennis Laboissiere, 1927
- Megalognatha cavicollis Baly, 1878
- Megalognatha chevalieri Laboissiere, 1921
- Megalognatha cruciata Jacoby, 1883
- Megalognatha cyanipennis Weise, 1902
- Megalognatha deformicornis (Quedenfeldt, 1888)
- Megalognatha diluta Laboissiere, 1927
- Megalognatha elegans Baly, 1878
- Megalognatha ephippiata Laboissiere, 1927
- Megalognatha ertli Weise, 1907
- Megalognatha exosomoides Laboissiere, 1927
- Megalognatha fasciata Laboissiere, 1927
- Megalognatha femoralis Laboissiere, 1940
- Megalognatha festvai (Fabricius, 1781)
- Megalognatha fulvilabris Laboissiere, 1926
- Megalognatha granulicollis Jacoby, 1903
- Megalognatha grisea Weise, 1903
- Megalognatha grouvellei Weise, 1912
- Megalognatha guttata Laboissiere, 1927
- Megalognatha hamaticornis Laboissiere, 1927
- Megalognatha hirticollis Jacoby, 1903
- Megalognatha imbecilla Weise, 1902
- Megalognatha inconspicua Jacoby, 1906
- Megalognatha kapiriensis Laboissiere, 1926
- Megalognatha longicollis Laboissiere, 1927
- Megalognatha lundana Laboissiere, 1939
- Megalognatha maculicollis Laboissiere, 1927
- Megalognatha majorina Laboissiere, 1927
- Megalognatha marginata Laboissiere, 1927
- Megalognatha maynei Laboissiere, 1927
- Megalognatha melanaria Laboissiere, 1926
- Megalognatha melanocephala Jacoby, 1903
- Megalognatha meruensis Weise, 1909
- Megalognatha metallica Jacoby, 1886
- Megalognatha monardi Laboissiere, 1939
- Megalognatha montana Laboissiere, 1939
- Megalognatha mystaxa Grobbelaar, 1993
- Megalognatha natalensis Jacoby, 1903
- Megalognatha neavei Laboissiere, 1926
- Megalognatha nigroaenea Laboissiere, 1926
- Megalognatha nigrocastanea Laboissiere, 1931
- Megalognatha nigrofasciata Jacoby, 1903
- Megalognatha nodicornis Laboissiere, 1927
- Megalognatha nyassensis Laboissiere, 1926
- Megalognatha pilicollis Laboissiere, 1940
- Megalognatha pilosa Laboissiere, 1926
- Megalognatha pimenteli Laboissiere, 1939
- Megalognatha procera Quedenfeldt, 1888
- Megalognatha pubescens Laboissiere, 1926
- Megalognatha pygidialis Laboissiere, 1926
- Megalognatha reflecta Laboissiere, 1926
- Megalognatha rohani Laboissiere, 1921
- Megalognatha rolleti Laboissiere, 1926
- Megalognatha ruandana Weise, 1913
- Megalognatha ruficollis Allard, 1889
- Megalognatha rufiventris Baly, 1878
- Megalognatha rugipennis Laboissiere, 1927
- Megalognatha scopsorum Laboissiere, 1940
- Megalognatha scopularipes Laboissiere, 1927
- Megalognatha semicincta Laboissiere, 1940
- Megalognatha sheppardi Jacoby, 1906
- Megalognatha similis Laboissiere, 1926
- Megalognatha simplex Weise, 1904
- Megalognatha spillmanni Laboissiere, 1939
- Megalognatha subcylindrica Baly, 1878
- Megalognatha sudanica Laboissiere, 1926
- Megalognatha suturalis Baly, 1878
- Megalognatha tinantae Laboissiere, 1926
- Megalognatha torquata Laboissiere, 1927
- Megalognatha triplagiata Laboissiere, 1927
- Megalognatha unifasciata Jacoby, 1883
- Megalognatha usambarica Weise, 1904
- Megalognatha variicornis Weise, 1902
- Megalognatha ventricosa Baly, 1878
- Megalognatha versicolora Laboissiere, 1926
- Megalognatha verticalis Laboissiere, 1939
- Megalognatha vicina Laboissiere, 1926
- Megalognatha viridipennis Weise, 1907
- Megalognatha weisei Jacoby, 1906